# Lésigny (Seine-et-Marne)
Pour les articles homonymes, voir Lésigny.
Lésigny est une commune française située dans le département de Seine-et-Marne en région Île-de-France.

## Géographie

### Localisation
Lésigny est situé à environ 22 km à l'est de Paris.

### Communes limitrophes
| La Queue-en-Brie (Val-de-Marne) | Pontault-Combault | Ozoir-la-Ferrière |
| Santeny (Val-de-Marne)          | Lésigny           | Férolles-Attilly  |
|                                 | Servon            |                   |

### Hydrographie
Le système hydrographique de la commune se compose de trois cours d'eau référencés :
- le Reveillon, long de 21,6 km[1] ;
  - le ru de la Menagerie, long de 11 km[2] qui se jette dans le Réveillon à la limite du territoire de la commune avec Férolles-Attilly ;
- le fossé 01 de la Commune de Lésigny, 2 km[3].

La longueur linéaire globale des cours d'eau sur la commune est de 2,27 km.

### Climat
Pour des articles plus généraux, voir Climat de l'Île-de-France et Climat de Seine-et-Marne.
En 2010, le climat de la commune est de type climat océanique dégradé des plaines du Centre et du Nord, selon une étude du CNRS s'appuyant sur une série de données couvrant la période 1971-2000. En 2020, Météo-France publie une typologie des climats de la France métropolitaine dans laquelle la commune est exposée à un climat océanique altéré et est dans la région climatique Sud-ouest du bassin Parisien, caractérisée par une faible pluviométrie, notamment au printemps (120 à 150 mm) et un hiver froid (3,5 °C).
Pour la période 1971-2000, la température annuelle moyenne est de 11 °C, avec une amplitude thermique annuelle de 15,2 °C. Le cumul annuel moyen de précipitations est de 695 mm, avec 11,3 jours de précipitations en janvier et 7,8 jours en juillet. Pour la période 1991-2020, la température moyenne annuelle observée sur la station météorologique la plus proche, située sur la commune de Mandres-les-Roses à 7 km à vol d'oiseau, est de 11,9 °C et le cumul annuel moyen de précipitations est de 698,3 mm,. Pour l'avenir, les paramètres climatiques de la commune estimés pour 2050 selon différents scénarios d'émission de gaz à effet de serre sont consultables sur un site dédié publié par Météo-France en novembre 2022.

### Milieux naturels et biodiversité
L’inventaire des zones naturelles d'intérêt écologique, faunistique et floristique (ZNIEFF) a pour objectif de réaliser une couverture des zones les plus intéressantes sur le plan écologique, essentiellement dans la perspective d’améliorer la connaissance du patrimoine naturel national et de fournir aux différents décideurs un outil d’aide à la prise en compte de l’environnement dans l’aménagement du territoire.
Le territoire communal de Lésigny comprend trois ZNIEFF de type 1,, : 
- « La Friche de la Grésille » (10,78 ha), couvrant 3 communes dont 1 en Seine-et-Marne et 2 dans le Val-de-Marne[12] ;
- « Les Landes de l'Amant » (9,49 ha), couvrant 2 communes dont 1 en Seine-et-Marne et 1 dans le Val-de-Marne[13] ;
- « Les Mares du Bois du Pendu » (3,97 ha)[14] ;

et une ZNIEFF de type 2,, 
les « Bois Notre-Dame, Grosbois et de la Grange » (3 410,1 ha), couvrant 15 communes dont 4 en Seine-et-Marne, 2 dans l'Essonne et 9 dans le Val-de-Marne.

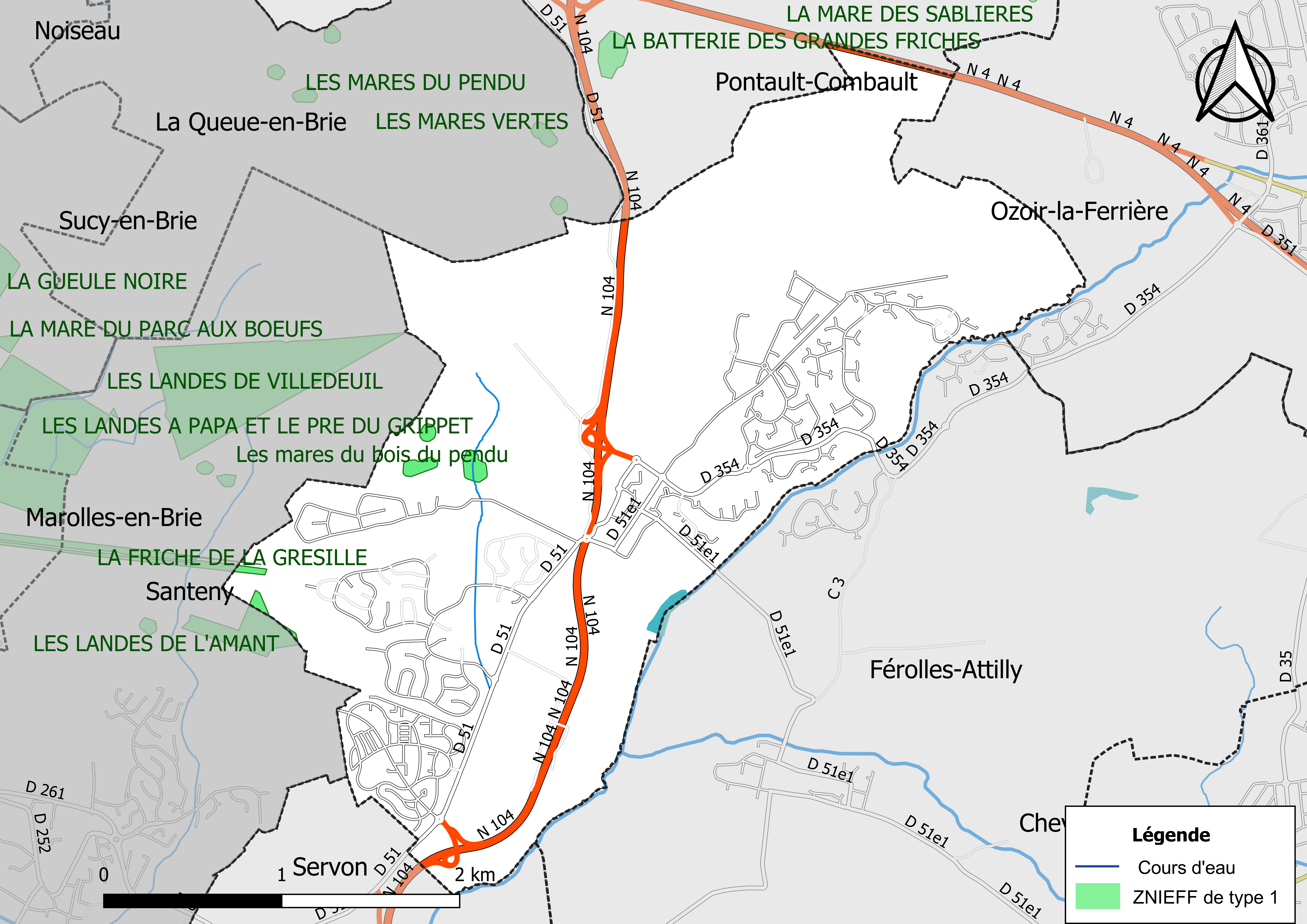
Carte des ZNIEFF de type 1 de la commune.
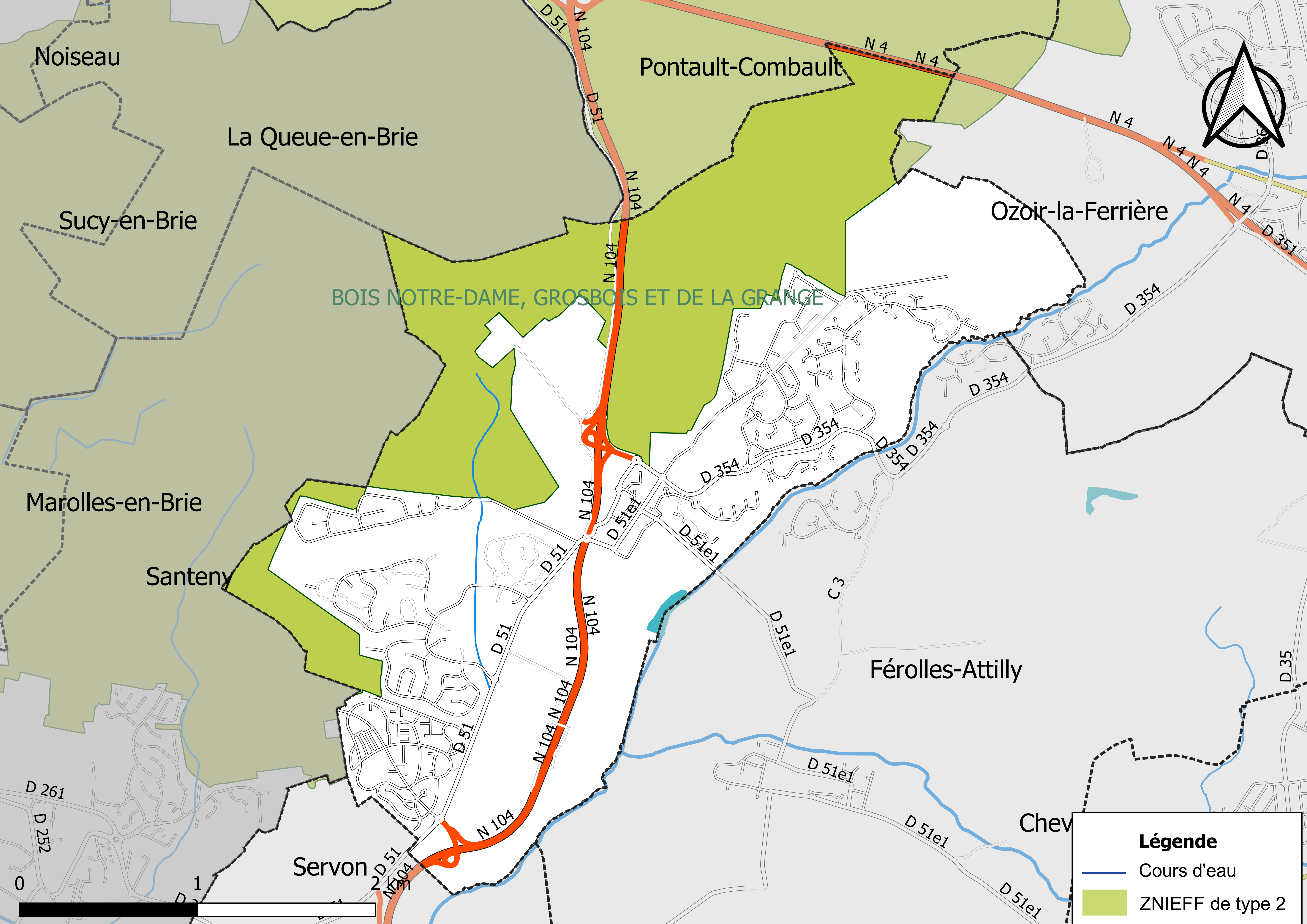
Carte des ZNIEFF de type 2 de la commune.

### Transports
Bordé au nord par la RN 4 et au sud par la RN 19, Lésigny est traversé depuis les années 1980 par la Francilienne, qui devait à l'origine séparer la ville en deux parties.
La population se mobilise alors contre ce projet, l'émission de télévision La France défigurée traitant de ce sujet. Le projet de construction est refusé en réunion publique par le conseil municipal présidé par son maire, Jean Magne ; ce refus conduit à un conflit entre le préfet de Seine-et-Marne et les élus de la ville de Lésigny. Le conseil municipal démissionne et des élections sont alors tenues, puis le projet est soumis aux nouveaux élus. Après quelques modifications du tracé, dont le passage en souterrain à proximité du Vieux Village, le projet est accepté. La Francilienne est alors construite et elle est opérationnelle depuis début 1980.
Au niveau des transports en commun, les lignes 10, 14 et 200 du réseau de bus Pays Briard desservent la commune. Le car de la Ville assure des rotations sur le territoire de la commune qui sont principalement destinées aux enfants se rendant à l'école ou sur les terrains de sports.
Une ligne à haute tension, le long du Bois Notre-Dame, et un gazoduc à haut débit traversent la commune.

## Urbanisme

### Typologie
Au 1er janvier 2024, Lésigny est catégorisée ceinture urbaine, selon la nouvelle grille communale de densité à sept niveaux définie par l'Insee en 2022.
Elle appartient à l'unité urbaine de Paris, une agglomération inter-départementale regroupant 407  communes, dont elle est une commune de la banlieue,,. Par ailleurs la commune fait partie de l'aire d'attraction de Paris, dont elle est une commune de la couronne,. Cette aire regroupe 1 929 communes,.

### Quartiers

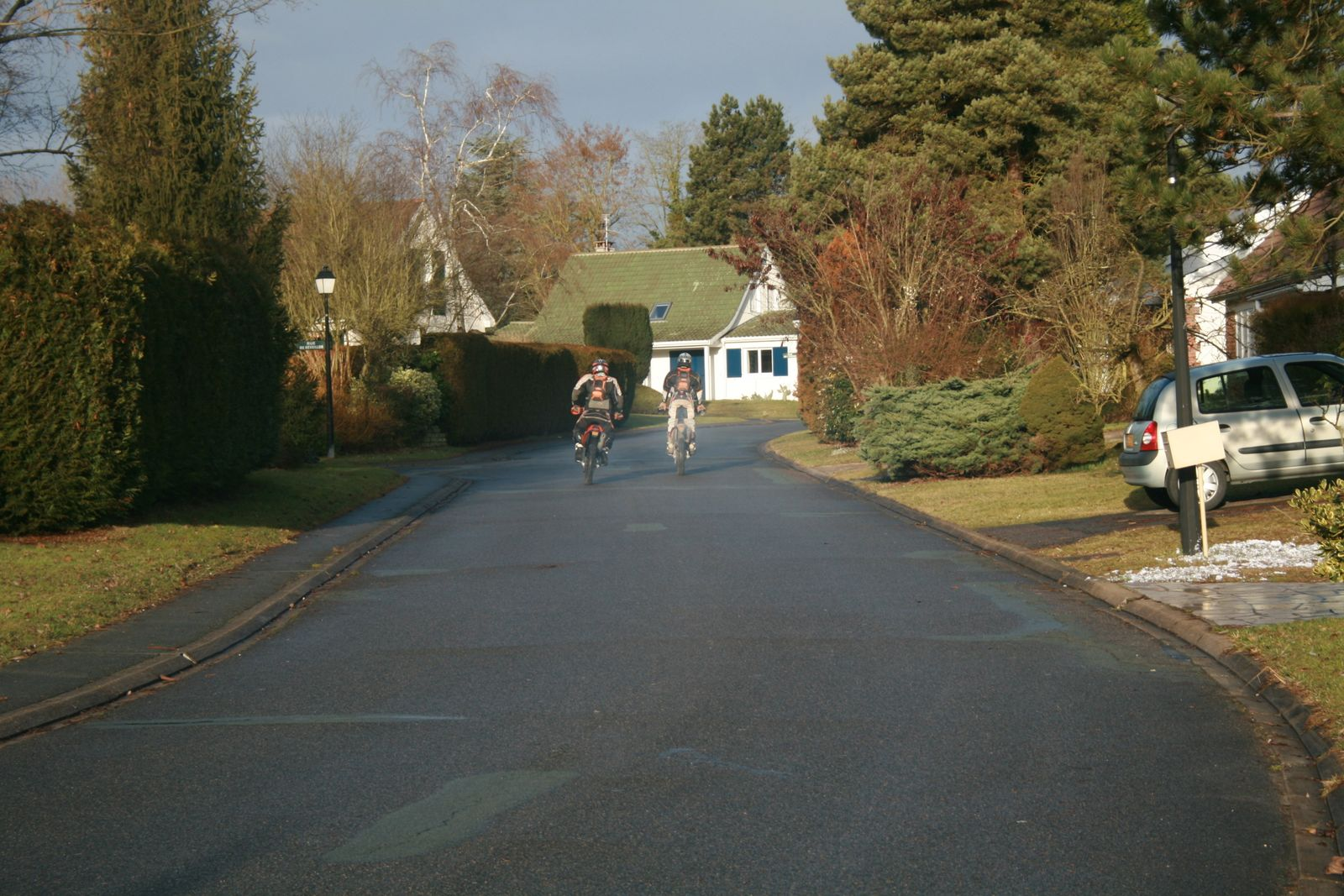
Le quartier du Parc de Lésigny.

Le Vieux Village briard constitue l'élément central de la commune.
Au nord-est du Vieux Village : la Pomme Verte, le Clos Saint-Yon, la Pomme Rouge, Villarceau, les Jardins de Saint-Marc (quartiers les plus récents, urbanisés entre 1989, 1993), le Clos Vimont (1969), la Grande Romaine (1968-1969) et une partie du Clos de la Vigne (1970) et du Clos Prieur (1970), les autres parties étant situées sur les communes de Férolles-Attilly et d'Ozoir-la-Ferrière.
Au sud-ouest du Vieux Village : l'Orée de Lésigny (1968), le Parc de Lésigny (1968) et le Réveillon (ex Ville-Jardin de Grattepeau) (1974).

### Habitat
Lésigny ne compte en 2017 que 9,4 % de logements sociaux, bien loin des 25 % requis par la loi SRU. De ce fait, la pénalité financière due par la commune quadruple en 2018, atteignant 383 773 €. La municipalité estime saisir toutes les opportunités pour créer des logements sociaux, que ce soit en réalisant une partie des logements prévus dans des opérations de construction en logements HLM, en rachetant le bâtiment du bureau de poste, dont le centre de tri est transformé en logements ou en réaménageant l'ancien presbytère.

### Occupation des sols simplifiée
Le territoire de la commune se compose en 2017 de 60,06 % d'espaces agricoles, forestiers et naturels, 12,25  % d'espaces ouverts artificialisés et 27,68 % d'espaces construits artificialisés

## Toponymie
Le nom de la localité est mentionné sous les formes Lisinni vers 1112 ; Lisegniacum au XIIIe siècle ; Lezigny en Brie en 1529.

## Histoire

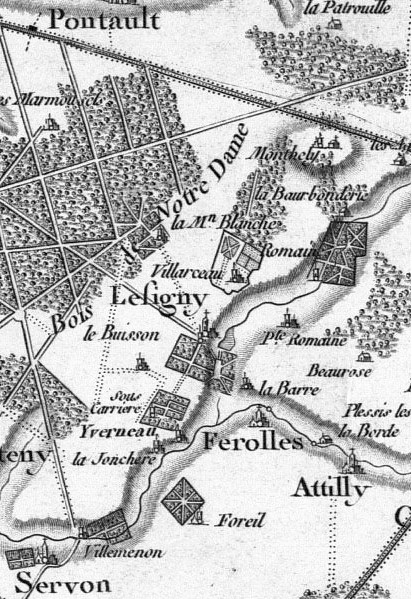
Lésigny en 1750.

La présence d'une villa gallo-romaine dans la zone dite « la Grande Romaine » laisse supposer que l'étymologie de Lésigny est due au nom du propriétaire romain Licinus qui y possédait un domaine.
L'abbaye Notre-Dame d'Hyverneaux et l'abbaye de Monthéty (1167) se partagent un temps le territoire communal, avant que l'abbaye de Monthéty, quelques décennies plus tard, ne cesse ses activités.
Vers 1170, la foire annuelle de Monthéty, dédiée à la Vierge de septembre, est instituée. Après la fermeture de l'abbaye de Monthéthy, elle passe sous l'autorité de l'abbaye d'Hyvernau. Elle connaît alors une certaine importance et passe sous l'autorité, en 1797, de la commune voisine d'Ozoir-la-Ferrière.
La source « miraculeuse » dont l'eau avait depuis toujours guéri la fièvre se trouvait pourtant sur le territoire de Lésigny (confirmation du nouveau cadastre en 1809). Mais les protestations lésigniennes sont restées sans effets.
L'existence de la paroisse de Lésigny est reconnue, en 1386, avec la présence d'un curé officiant dans l'ancienne chapelle. Cette chapelle est remplacée par l'église actuelle, consacrée en 1523 par François de Poncher, évêque de Paris et fils de Louis de Poncher, secrétaire et trésorier du roi François Ier, lequel finance la construction de cette nouvelle église, qui conserve des éléments de l'ancienne chapelle. Il achète des terres à Lésigny en 1508 et lance la construction d'un château de style Renaissance en remplacement du vieux château médiéval cerné de douves.
Le château de Poncher connaît une histoire agitée. Léonora Dori l'achète en 1613. Quatre ans plus tard, après l'assassinat de son époux, Concino Concini, maréchal d'Ancre, le château est confisqué et donné à Honoré Charles d'Albert de Luynes, favori de Louis XIII. Pendant la Fronde, il est le théâtre de véritables batailles qui occasionnent de graves dégâts. Restauré en partie, il perd ses tours en 1794 avant d'être vendu comme bien national en 1798. Le château de Poncher, appelé château de Lésigny, dont le parc souffre du passage de la Francilienne, est à nouveau restauré dans les années 1960 puis dans les années 1990.
La flèche du clocher de l'église a longtemps penché à droite quand on considère l'édifice de face. Le clocher est redressé juste avant la Première Guerre mondiale.
Une agence postale est inaugurée en 1924 peu avant l'arrivée de l'électricité en 1926. La commune abandonne son caractère purement champêtre à partir de 1968 en mettant en chantier des quartiers de zones pavillonnaires. Quatre écoles primaires (trois après fermeture de l'école de l'Orée) et un collège sont inaugurés entre 1969 et 1973. Avec la construction des nouveaux quartiers entre le village et Romaine, une nouvelle école est construite en 1989 en remplacement de celle de Grande Romaine.
En 1968, le promoteur immobilier américain William Levitt (en) y fait construire la Résidence du Parc, premier lotissement de France, « modèle de village périurbain », note Le Monde.

## Politique et administration

### Rattachements administratifs et électoraux
Lésigny se trouve dans le département de Seine-et-Marne. Rattachée depuis la Révolution française à l'arrondissement de Melun, elle intègre le 1er janvier 2017 l'arrondissement de Torcy afin de faire coïncider les limites d'arrondissement et celles des intercommunalités.
Elle fait partie depuis 1988 de la neuvième circonscription de Seine-et-Marne.
La commune faisait partie 1793 du canton de Brie-Comte-Robert avant d'être rattachée au canton d'Ozoir-la-Ferrière dans le cadre du redécoupage cantonal de 2014 en France.

### Intercommunalité
La commune fait partie de la communauté de communes Les Portes Briardes Entre Ville et Forêts, créée en 2010.

### Politique locale
Le 19 janvier 2022, le conseil municipal compte 29 membres issus de l'unique liste d'union municipale.

### Liste des maires
| Période    | Période               | Identité              | Étiquette            | Qualité |
| ---------- | --------------------- | --------------------- | -------------------- | --- |
| 1790       | 1792                  | M. Regnault           |                      | |
| 1792       | 1800                  | M. Natraut            |                      | |
| 1800       | 1815                  | M. Duvernay           |                      | |
| 1815       | 1817                  | M. Rendu              |                      | |
| 1817       | 1819                  | M. Miremont           |                      | |
| 1819       | 1832                  | M. Boscary de Romaine |                      | Agent de change |
| 1832       | 1843                  | M. Archdéacon         |                      | Agent de change Conseiller d'arrondissement                                                                               |
| 1843       | 1853                  | M. Boscary de Romaine |                      | Agent de change |
| 1853       | 1860                  | M. Hottinger          |                      | |
| 1860       | 1865                  | M. Hache              |                      | |
| 1865       | 1867                  | M. Delettre           |                      | |
| 1867       | 1896                  | R. de Crèvecœur       |                      | |
| 1896       | 1909                  | M. Vatin Perignon     |                      | |
| 1909       | 1912                  | L. de Crèvecœur       |                      | |
| 1912       | 1914                  | J. de Crèvecœur       |                      | |
| 1914       | 1919                  | M. Godard             |                      | |
| 1919       | 1939                  | M. Gérard             |                      | |
| 1939       | 1945                  | M. Robert             |                      | |
| 1945       | 1947                  | Célestin Lecour       |                      | |
| 1947       | 1965                  | Robert Speitel        |                      | |
| 1965       | 1966                  | Émile Laurent         |                      | |
| 1966       | 1974                  | Jean Magne            |                      | |
| juin 1974  | mars 2000 (démission) | Maurice Mollard       | UDF-CDS              | Médecin anesthésiste-réanimateur Conseiller régional d'Île-de-France (? → 2004)                                           |
| mars 2000  | mars 2014             | Gérard Ruffin         | UDF puis UDI-NC      | Chef d'entreprise Conseiller régional d'Île-de-France (2004 → 2010 puis 2011 → 2015)                                      |
| mars 2014, | En cours              | Michel Papin          | UMP-LR puis Horizons | Directeur de ressources humaines 2e vice-président de la CC Les Portes Briardes (2014 → 2020) 3e vice-président (2020 → ) |

### Démocratie participative
La commune s'est dotée d'un conseil municipal d'enfants.

### Jumelages
- Leingarten (Allemagne) depuis 1975.
- Asola (Italie) depuis 2004.

## Population et société

### Démographie
L'évolution du nombre d'habitants est connue à travers les recensements de la population effectués dans la commune depuis 1793. Pour les communes de moins de 10 000 habitants, une enquête de recensement portant sur toute la population est réalisée tous les cinq ans, les populations de référence des années intermédiaires étant quant à elles estimées par interpolation ou extrapolation. Pour la commune, le premier recensement exhaustif entrant dans le cadre du nouveau dispositif a été réalisé en 2008.

En 2022, la commune comptait 7 015 habitants, en évolution de −3,51 % par rapport à 2016 (Seine-et-Marne : +3,92 %, France hors Mayotte : +2,11 %).
| 1793 | 1800 | 1806 | 1821 | 1831 | 1836 | 1841 | 1846 | 1851 |
| ---- | ---- | ---- | ---- | ---- | ---- | ---- | ---- | ---- |
| 439  | 323  | 297  | 349  | 381  | 368  | 389  | 374  | 394  |

| 1856 | 1861 | 1866 | 1872 | 1876 | 1881 | 1886 | 1891 | 1896 |
| ---- | ---- | ---- | ---- | ---- | ---- | ---- | ---- | ---- |
| 406  | 396  | 398  | 415  | 415  | 405  | 431  | 383  | 418  |

| 1901 | 1906 | 1911 | 1921 | 1926 | 1931 | 1936 | 1946 | 1954 |
| ---- | ---- | ---- | ---- | ---- | ---- | ---- | ---- | ---- |
| 401  | 400  | 350  | 311  | 304  | 260  | 254  | 207  | 339  |

| 1962 | 1968 | 1975  | 1982  | 1990  | 1999  | 2006  | 2008  | 2013  |
| ---- | ---- | ----- | ----- | ----- | ----- | ----- | ----- | ----- |
| 315  | 362  | 6 572 | 7 114 | 7 865 | 7 647 | 7 571 | 7 536 | 7 421 |

| 2018  | 2022  | - | - | - | - | - | - | - |
| ----- | ----- | - | - | - | - | - | - | - |
| 7 157 | 7 015 | - | - | - | - | - | - | - |

Lésigny est une commune qui comptait 375 habitants en 1968, date des mises en chantier de résidences, essentiellement pavillonnaires.
Ville résidentielle, Lésigny est en 2007 la 42e commune la plus riche de France par ménage (sur 36 783 communes françaises) : le revenu moyen par habitant s'élève à 39 034 €, d'après une enquête de l'Insee.

### Sports

Logo du club sportif de l'USC Lésigny.

Lésigny dispose sur son territoire d'un parcours de golf 27 trous, de cinq terrains de football, d'un gymnase, d'une salle polyvalente, de huit courts de tennis publics, dont quatre couverts, et douze courts de tennis privés. L'Union sportive et culturelle de Lésigny, le club omnisports de la ville, regroupe presque toutes les sections sportives de Lésigny.
Lésigny ne dispose pas d'installations permettant l'organisation de compétitions en athlétisme, ainsi qu'en natation malgré la présence de trois grandes piscines d'agrément sur le territoire de la commune (Parc, Orée et Grande-Romaine).
Le cheval tient une place importante à Lésigny avec deux haras et deux pistes de saut d'obstacles (Bourbonderie et Entre-Deux-Parcs). La promenade à cheval est très pratiquée sur le territoire de la commune.
Deux petits lacs en vallée du ru de la Ménagerie permettent de pratiquer la pêche.
L'équipe de football Poussins de Lésigny parvient en finale de la Coupe de Paris 1976, où elle perd sur le score de 0-1.

## Économie
Résidentielle, Lésigny n'a jamais mis en place de zone industrielle. Les principales activités économiques de la ville sont le commerce et le tourisme. Plusieurs zones commerciales de proximité et deux hôtels de luxe assurent l'essentiel de cette activité.
Deux grandes fermes (Bourbonderie et Villarceau) perpétuent la tradition agricole de la commune en exploitant encore de vastes parcelles de céréales sur le territoire communal.
En 2010, le revenu fiscal médian par ménage était de 52 645 €, ce qui plaçait Lésigny au 177e rang parmi les 31 525 communes de plus de 39 ménages en métropole.

## Culture locale et patrimoine

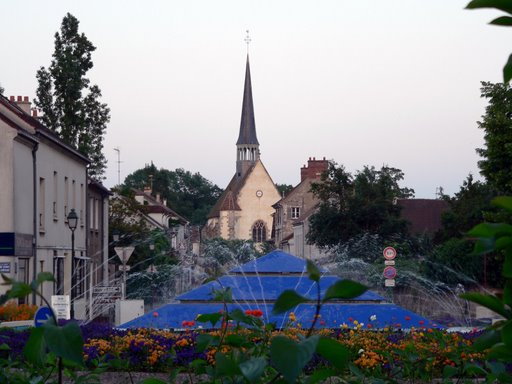
Rond-point de la Fontaine.

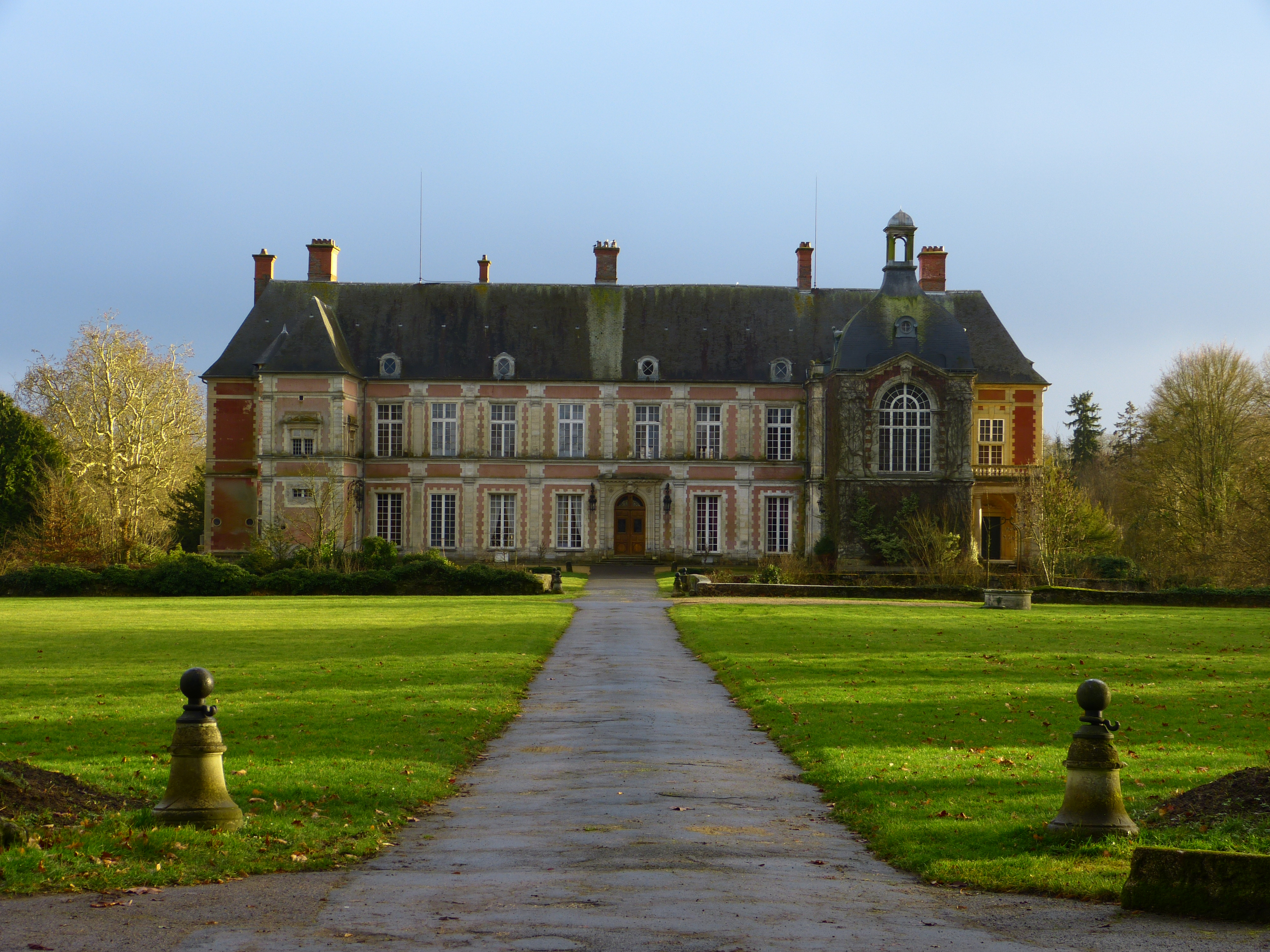
Vue de la façade Nord du château de Lésigny.

### Lieux et monuments
- Abbaye Notre-Dame d'Hyverneaux
- L'église Saint-Yon
- Le château et son parc, XVIIe siècle[41]

### Personnalités liées à la commune
- Concino Concini, maréchal d'Ancre, et son épouse Leonora Dori dite la Caligaï
- l'humoriste Jean Roucas
- l'athlète Michel Jazy
- Roger Lemerre, l'ancien entraineur de l'Équipe de France
- le dessinateur humoristique Claude Serre
- Joëlle Mogensen la chanteuse du groupe « Il était une fois »
- Patricia Spehar, miss France 1997
- l'actrice Irka Bochenko
- Jacques Bolle, président de fédération sportive.
- Roger Bruge, historien de la ligne Maginot.
- Luc Besson, le cinéaste qui habita L'Orée de Lésigny dans les années 1970.
- le jazz-man Andy Emler
- le journaliste sportif Lionel Chamoulaud
- le comédien Thierry Lhermitte

### Lésigny dans les arts
Les films suivants ont été tournés dans la commune[réf. nécessaire] :

#### au château de Lésigny
- Les Liaisons dangereuses de Stephen Frears (1988)
- L'armée du crime de Robert Guédiguian (2009)
- Versailles (2015), série télévisée produite par Canal+[42]

#### au Parc de Lésigny
- Clip vidéo de « Quelque chose de Tennessee » de Johnny Hallyday,
- Clip vidéo de « Million Voices » de Otto Knows,
- Clip vidéo de « Maman m'avait dit » de Dumè,
- Clip vidéo de "Marlon Brando" de Christophe Willem
- Clip vidéo de "A nos héros du quotidien" de Soprano
- Publicités EDF
- Publicités Bouygues Telecom
- Publicités "Mister Good Deal"
- Publicités "Verisure"
- Film Mais qui a retué Pamela Rose ?
- Film La Vie domestique

#### à l'Orée de Lésigny
- Film Le Séminaire suite de Caméra Café
- Film Les cigognes n'en font qu'à leur tête avec Marlène Jobert et Claude Rich

#### au haras de Maison Blanche
- Série Un village français avec Robin Renucci

#### au Réveillon
- Publicité Jeunes et illimités

#### au centre commercial
- Film Les Onze Commandements avec Michaël Youn.

### Héraldique
|  | Les armes de la ville se blasonnent ainsi : d’azur au pal d’or chargé d’un lion de gueules armé, lampassé et couronné du champ, accosté de six fleurs de lys et de quatre besants, le tout aussi d’or, ordonnés intercalées en deux pal. |